# Публий Пинарий Мамерцин Руф
Публий Пинарий Мамерцин Руф (на латински: Publius Pinarius Mamercinus Rufus) e консул на ранната Римска република през 489 пр.н.е. Негов колега е Гай Юлий Юл.
Публий Пинарий е първият от патрицианския род Пинарии (gens Pinaria) с когномен Мамерцин Руф (Mamercinus Rufus), който става консул. По време на консулата му Кориолан тръгва към Рим. Сенатът изпращау Пинарий заедно с други цетири консули през 488 пр.н.е. за преговори с него.